# Ciclismo nos Jogos Olímpicos de Verão de 2008 - Perseguição individual feminino
A prova feminina de perseguição individual do ciclismo olímpico ocorreu em 17 de agosto no Velódromo Laoshan.

## Medalhistas
| Ouro   | GBR Rebecca Romero    |
| Prata  | GBR Wendy Houvenaghel |
| Bronze | UKR Lesya Kalitovska  |

## Qualificatória
As quinze ciclistas disputaram a prova em sete baterias. Em cada uma (exceto a primeira), as participantes largaram em lados opostos da pista, e tinham como objetivo alcançar a adversária. Como isso é pouco provável, o resultado se dá pelo tempo de cada uma ao final dos 4000m da corrida. As vencedoras de cada confronto não se classificaram automaticamente. Passaram para a fase seguinte os oito melhores tempos no geral.
Q = Classificada
| Bateria | Nome                     | Tempo      | Posição |
| ------- | ------------------------ | ---------- | ------- |
| 1       | ESA Evelyn García        | 3:56.849   | 13      |
| 2       | CZE Lada Kozlíková       | 3:39.561 Q | 8       |
| 2       | LTU Svetlana Pauliukaitė | 3:45.691   | 12      |
| 3       | SUI Karin Thürig         | 3:40.862   | 9       |
| 3       | GER Verena Jooß          | 3:34.480   | 11      |
| 4       | COL María Luisa Calle    | 3:41.175   | 10      |
| 4       | LTU Vilija Sereikaitė    | 3:36.063 Q | 6       |
| 5       | UKR Lesya Kalitovska     | 3:31.942 Q | 3       |
| 5       | NZL Alison Shanks        | 3:34.312 Q | 4       |
| 6       | USA Sarah Hammer         | 3:35.471 Q | 5       |
| 6       | GBR Wendy Houvenaghel    | 3:28.443 Q | 1       |
| 7       | GBR Rebecca Romero       | 3:28.641 Q | 2       |
| 7       | AUS Katie Mactier        | 3:38.178 Q | 7       |

## Semifinais
As quatro semifinais foram disputadas pelos classificados em cruzamento olímpico. Mais uma vez, apenas os tempos definem os classificados. Os dois melhores disputam a final e os dois seguintes disputam o bronze.
OVL=Ultrapassada pela adversária, DNF=Não completou
| Nome              | Tempo    | Pos. |
| ----------------- | -------- | ---- |
| NZL Alison Shanks | 3:32.478 | 4    |
| USA Sarah Hammer  | 3:34.237 | 5    |

| Nome                  | Tempo    | Pos. |
| --------------------- | -------- | ---- |
| UKR Lesya Kalitovska  | 3:31.785 | 3    |
| LTU Vilija Sereikaitė | 3:36.808 | 6    |

| Nome               | Tempo        | Pos. |
| ------------------ | ------------ | ---- |
| GBR Rebecca Romero | 3:27.703     | 1    |
| AUS Katie Mactier  | 3:37.296 OVL | 7    |

| Nome                  | Tempo    | Pos. |
| --------------------- | -------- | ---- |
| GBR Wendy Houvenaghel | 3:27.829 | 2    |
| CZE Lada Kozlíková    | DNF      | 8    |

## Disputas de medalhas
| Nome                 | Tempo    | Pos. |
| -------------------- | -------- | ---- |
| UKR Lesya Kalitovska | 3:31.413 |      |
| NZL Alison Shanks    | 3:34.156 | 4    |

| Nome                  | Tempo    | Pos. |
| --------------------- | -------- | ---- |
| GBR Rebecca Romero    | 3:28.321 |      |
| GBR Wendy Houvenaghel | 3:30.395 |      |